# Alpaida nonoai
Alpaida nonoai là một loài nhện trong họ Araneidae.
Loài này thuộc chi Alpaida. Alpaida nonoai được Herbert Walter Levi miêu tả năm 1988.